# Смит, Харви
Харви Смит — американский геймдизайнер. Он работает над играми с сильно выраженной сюжетной целостностью, стимулирующих к исследованию мира и самовыражению игрока (ярким примером такой игры является Deus Ex).
Смит читает лекции на темы дизайна уровней в компьютерных играх, интерактивного повествования тенденций развития видеоигр и ряда других тем. На GDC 2006 года выиграл Game Design Challenge на тему "Нобелевская премия" за создание концепта мобильной видеоигры, способствующей политической и социальной активности.
Смит работал в таких компаниях-разработчиках компьютерных игр как: Origin Systems, Multitude, Ion Storm, Midway. В настоящее время он работает в Остинском подразделении Arkane Studios.
Смит участвовал в разработке следующих компьютерных игр:
- System Shock (1994), ведущий тестер
- Super Wing Commander 3DO (1994), тестер
- Ultima VIII (главный тестер, дизайнер)
- CyberMage: Darklight Awakening[англ.] (1995), помощник продюсера
- Technosaur (отменена, директор проекта и дизайнер)
- BioForge (1995)
- Fireteam Rogue[англ.] (1998), главный дизайнер
- Deus Ex (2000), главный дизайнер
- Freedom Force (2002)
- Deus Ex: Invisible War (2003), директор проекта
- Thief: Deadly Shadows (2004), дополнительный дизайн
- Area 51 (2005)
- Dark Messiah of Might and Magic (2006)
- Stranglehold (2007)
- BlackSite: Area 51[англ.] (2007)
- Dishonored (2012)
- Dishonored 2 (2016)
- Dishonored: Death of the Outsider (2017)